# Cedar Grove, New Mexico
Cedar Grove är en ort i Santa Fe County i delstaten New Mexico, USA.